# Meszna Opacka
Meszna Opacka – wieś w Polsce, położona w województwie małopolskim, w powiecie tarnowskim, w gminie Tuchów.
| SIMC    | Nazwa       | Rodzaj    |
| ------- | ----------- | --------- |
| 0834290 | Brzozówki   | część wsi |
| 0834308 | Koło Szkoły | część wsi |
| 0834314 | Na Szklanej | część wsi |
| 0834320 | Od Lichwina | część wsi |
| 0834337 | Środek      | część wsi |

We wsi znajduje się kaplica pod wezwaniem bł. Karoliny Kózki.
W latach 1954–1959 wieś należała i była siedzibą władz gromady Meszna Opacka, po jej zniesieniu w gromadzie Łowczów. W latach 1975–1998 miejscowość administracyjnie należała do województwa tarnowskiego.